# Shin'ichi Sakamoto (tennis)
Pour les articles homonymes, voir Sakamoto.
Shin'ichi Sakamoto (坂本 真一, Sakamoto Shin'ichi), né le 16 avril 1954, est un joueur japonais de tennis.

## Carrière
Il joue en Coupe Davis de 1979 à 1985. En 1981 il encaisse un 0-6, 0-6, 0-6 face à Thierry Tulasne lors des barrages ; il perd ensuite contre Christophe Roger-Vasselin lors de son deuxième simple 0-6, 4-6, 1-6 ce qui fait quatre 0-6 à la suite ; c'est aussi le seul triple 0-6 de l'histoire du groupe mondial. En 1985, sa dernière apparition coïncide avec son premier match lors d'un 1er tour du Groupe Mondial, défaite en double contre la paire américaine Flach / Seguso.
1/4 de finaliste en double à Tokyo et demi-finaliste en double dans plusieurs tournois Challenger.
Il arrête sa carrière en 1989 mais rejoue un tournoi Challenger en double au Japon en 1990 puis un tournoi Future en double en 2002, il a alors 48 ans.